# Damage
《Damage》是安室奈美惠以個人單獨名義發行的首張數位單曲，2012年10月24日開始提供片段下載，10月31日開始提供全曲下載，12月5日開始提供音樂錄影帶下載。

## 簡介
- 這是安室奈美惠第一張只以數位配信發行的單曲，與前一張CD單曲《Go Round／YEAH-OH》相隔約七個月推出。
- 本曲最初公開搭配電影《抱著黃金飛翔》畫面版本PV，其後公開歌詞版本PV。最後安室官方臉書上傳了音樂錄影帶的製作花絮，並於12月5日開始提供PV的付費下載[3]。
- PV中所穿著的服飾是其本人於＜Mercedes-Benz Fashion Week Tokyo 2013 Spring and Summer "OPENING CEREMONY"FACETASM＞曾穿過的品牌「FACETASM」的衣服[4]。
- 歌曲的混音版本（80KIDZ Remix）其後亦提供合法下載[5]。
- 本曲的原版從來沒有收錄安室任何的CD作品當中，重新錄音的版本則有收錄於安室的精選輯《Finally》當中。

## 收錄歌曲
1. Damage
  - 作詞・作曲:Nao'ymt

電影《抱著黃金飛翔》主題曲[6]

## 備註
1. 1 2  . musicman-net. 2012-10-24  [2012-10-24]. （原始内容存档于2013-06-29） （日语）.
2. ↑  . musicman-net. 2012-12-06  [2012-12-06]. （原始内容存档于2012-12-17） （日语）.
3. ↑  . barks. 2012-12-06  [2012-12-06]. （原始内容存档于2013-01-19） （日语）.
4. ↑  . modelpress. 2012-12-05  [2012-12-06]. （原始内容存档于2016-09-19） （日语）.
5. ↑   . 安室奈美惠官方網站Damage特設專頁.   [2013-05-24]. （原始内容存档于2014-01-01） （日语）.
6. ↑  . oricon. 2012-07-26  [2012-07-26]. （原始内容存档于2012-08-20） （日语）.